# Rugby sevens nos Jogos da Commonwealth de 2010
O rugby sevens nos Jogos da Commonwealth de 2010 foi realizado em Délhi, na Índia, nos dias 11 e 12 de outubro. Apenas o torneio masculino com 16 equipes foi disputado no Campus Norte da Universidade de Délhi.

## Medalhistas
| Evento    | Ouro | Prata | Bronze |
| Masculino | Liam Messam Tim Mikkelson Hosea Gear DJ Forbes Lote Raikabula Tomasi Cama Ben Smith Ben Souness Sherwin Stowers Toby Arnold Kurt Baker Zak Guildford NZL Nova Zelândia | Pat McCutcheon Nick Cummins Lachie Turner Shaun Foley Kimani Sitauti Robbie Coleman James Stannard Ed Jenkins Nick Phipps Liam Gill Luke Morahan Bernard Foley AUS Austrália | Lubabalo Mtembu Chase Minnaar Johannes Prinsloo Cecil Afrika Ockert Kruger Johannes Powell Renfred Dazel Ryno Benjamin Paul Delport Bernado Botha Sibusiso Sithole Marthinus Mentz RSA África do Sul |

## Resultados

### Primeira fase
|  | Equipes classificadas às quartas-de-final |
|  | Equipes classificadas ao torneio bowl     |

| Equipe        | Pts | J | V | E | D | DP   |
| ------------- | --- | - | - | - | - | ---- |
| Nova Zelândia | 9   | 3 | 3 | 0 | 0 | +134 |
| Escócia       | 7   | 3 | 2 | 0 | 1 | -18  |
| Canadá        | 5   | 3 | 1 | 0 | 2 | +9   |
| Guiana        | 3   | 3 | 0 | 0 | 3 | -125 |

| Horário | Jogo          | Jogo  | Jogo    |
| ------- | ------------- | ----- | ------- |
| 9:44    | Nova Zelândia | 43–7  | Canadá  |
| 10:06   | Escócia       | 26–0  | Guiana  |
| 12:50   | Nova Zelândia | 52–0  | Guiana  |
| 13:12   | Escócia       | 19–17 | Canadá  |
| 15:54   | Canadá        | 47–0  | Guiana  |
| 17:32   | Nova Zelândia | 46–0  | Escócia |

| Equipe        | Pts | J | V | E | D | DP   |
| ------------- | --- | - | - | - | - | ---- |
| África do Sul | 9   | 3 | 3 | 0 | 0 | +104 |
| País de Gales | 7   | 3 | 2 | 0 | 1 | +64  |
| Tonga         | 5   | 3 | 1 | 0 | 2 | -27  |
| Índia         | 3   | 3 | 0 | 0 | 3 | -141 |

| Horário | Jogo          | Jogo  | Jogo          |
| ------- | ------------- | ----- | ------------- |
| 9:00    | África do Sul | 31–14 | Tonga         |
| 9:22    | País de Gales | 56–7  | Índia         |
| 12:06   | África do Sul | 59–0  | Índia         |
| 12:28   | País de Gales | 38–7  | Tonga         |
| 15:32   | Tonga         | 38–5  | Índia         |
| 17:10   | África do Sul | 21–5  | País de Gales |

| Equipe           | Pts | J | V | E | D | DP   |
| ---------------- | --- | - | - | - | - | ---- |
| Quênia           | 9   | 3 | 3 | 0 | 0 | +47  |
| Samoa            | 7   | 3 | 2 | 0 | 1 | +80  |
| Papua-Nova Guiné | 5   | 3 | 1 | 0 | 2 | +20  |
| Malásia          | 3   | 3 | 0 | 0 | 3 | -147 |

| Horário | Jogo           | Jogo  | Jogo           |
| ------- | -------------- | ----- | -------------- |
| 11:22   | Samoa          | 38–17 | Papua-N. Guiné |
| 11:44   | Quênia         | 40–0  | Malásia        |
| 14:48   | Samoa          | 61–0  | Malásia        |
| 15:10   | Quênia         | 17–12 | Papua-N. Guiné |
| 16:48   | Papua-N. Guiné | 56–10 | Malásia        |
| 18:16   | Samoa          | 10–12 | Quênia         |

| Equipe     | Pts | J | V | E | D | DP   |
| ---------- | --- | - | - | - | - | ---- |
| Inglaterra | 9   | 3 | 3 | 0 | 0 | +109 |
| Austrália  | 7   | 3 | 2 | 0 | 1 | +68  |
| Uganda     | 5   | 3 | 1 | 0 | 2 | -58  |
| Sri Lanka  | 3   | 3 | 0 | 0 | 3 | -119 |

| Horário | Jogo       | Jogo  | Jogo      |
| ------- | ---------- | ----- | --------- |
| 10:28   | Inglaterra | 59–7  | Sri Lanka |
| 10:50   | Austrália  | 33–0  | Uganda    |
| 14:04   | Inglaterra | 55–0  | Uganda    |
| 14:26   | Austrália  | 42–5  | Sri Lanka |
| 16:26   | Sri Lanka  | 5–35  | Uganda    |
| 17:54   | Inglaterra | 21–19 | Austrália |

### Fase final

#### Disputa por medalhas
| Horário          | Jogo          | Jogo  | Jogo          |
| ---------------- | ------------- | ----- | ------------- |
| Quartas-de-final |               |       |               |
| 10:38            | Nova Zelândia | 31–10 | País de Gales |
| 11:00            | Inglaterra    | 7–5   | Samoa         |
| 11:22            | Quênia        | 5–27  | Austrália     |
| 11:44            | África do Sul | 10–7  | Escócia       |

| Horário             | Jogo          | Jogo  | Jogo          |
| ------------------- | ------------- | ----- | ------------- |
| Semifinais          |               |       |               |
| 14:28               | Nova Zelândia | 33–12 | Inglaterra    |
| 14:50               | Austrália     | 17–7  | África do Sul |
| Disputa pelo bronze |               |       |               |
| 16:20               | Inglaterra    | 14–17 | África do Sul |
| Final               |               |       |               |
| 16:50               | Nova Zelândia | 24–17 | Austrália     |

#### Torneio bowl
O torneio bowl foi disputado pelas equipes que terminaram em terceiro e quarto lugar nos grupos da primeira fase, e serviu para definir a colocação do 9º ao 16º lugar.
| Horário          | Jogo           | Jogo  | Jogo      |
| ---------------- | -------------- | ----- | --------- |
| Quartas-de-final |                |       |           |
| 9:00             | Canadá         | 43–10 | Índia     |
| 9:22             | Uganda         | 26–14 | Malásia   |
| 9:44             | Papua-N. Guiné | 26–12 | Sri Lanka |
| 10:06            | Tonga          | 21–14 | Guiana    |

| Horário                       | Jogo           | Jogo  | Jogo           |
| ----------------------------- | -------------- | ----- | -------------- |
| Semifinais                    |                |       |                |
| 13:00                         | Canadá         | 22–17 | Uganda         |
| 13:22                         | Papua-N. Guiné | 24–12 | Tonga          |
| Final - Disputa pelo 9º lugar |                |       |                |
| 15:22                         | Canadá         | 10–19 | Papua-N. Guiné |

#### Torneio plate
O torneio plate foi disputado pelas equipes eliminadas nas quartas-de-final, e serviu para definir a colocação do 5º ao 8º lugar.
| Horário   | Jogo          | Jogo  | Jogo    |
| --------- | ------------- | ----- | ------- |
| Semifinal |               |       |         |
| 13:44     | País de Gales | 12–38 | Samoa   |
| 14:06     | Quênia        | 17–22 | Escócia |

| Horário                       | Jogo  | Jogo | Jogo    |
| ----------------------------- | ----- | ---- | ------- |
| Final - Disputa pelo 5º lugar |       |      |         |
| 15:50                         | Samoa | 34–0 | Escócia |

## Classificação final
| Pos. | Equipe               |
| ---- | -------------------- |
|      | NZL Nova Zelândia    |
|      | AUS Austrália        |
|      | RSA África do Sul    |
| 4    | ENG Inglaterra       |
| 5    | SAM Samoa            |
| 6    | SCO Escócia          |
| 7    | WAL País de Gales    |
| 7    | KEN Quênia           |
| 9    | PNG Papua-Nova Guiné |
| 10   | CAN Canadá           |
| 11   | TON Tonga            |
| 11   | UGA Uganda           |
| 13   | GUY Guiana           |
| 13   | IND Índia            |
| 13   | MAS Malásia          |
| 13   | SRI Sri Lanka        |

## Quadro de medalhas
| Ordem | País          | Medalha de ouro | Medalha de prata | Medalha de bronze | Total |
| ----- | ------------- | --------------- | ---------------- | ----------------- | ----- |
| 1     | Nova Zelândia | 1               |                  |                   | 1     |
| 2     | Austrália     |                 | 1                |                   | 1     |
| 3     | África do Sul |                 |                  | 1                 | 1     |
| TOTAL | TOTAL         | 1               | 1                | 1                 | 3     |